# Night Falls on Manhattan
Night Falls on Manhattan is een Amerikaanse misdaadfilm uit 1996 onder regie van Sidney Lumet.

## Verhaal
De politieagent Sean Casey is in Manhattan opgeklommen tot officier van justitie. Hij komt in de belangstelling met een opzienbarende rechtszaak tegen een drugshandelaar, die wordt beschuldigd van poging tot moord op de vader van Sean. Hij komt in gewetensnood, wanneer blijkt dat de zaak gebaseerd is op vals bewijsmateriaal.

## Rolverdeling
| Acteur           | Personage           |
| ---------------- | ------------------- |
| Andy García      | Sean Casey          |
| Ian Holm         | Liam Casey          |
| James Gandolfini | Joey Allegretto     |
| Lena Olin        | Peggy Lindstrom     |
| Shiek Mahmud-Bey | Jordan Washington   |
| Colm Feore       | Elihu Harrison      |
| Ron Leibman      | Morgenstern         |
| Richard Dreyfuss | Sam Vigoda          |
| Dominic Chianese | Rechter Impelliteri |
| Paul Guilfoyle   | McGovern            |
| Bonnie Rose      | Instructeur         |
| Norman Matlock   | Detective           |
| Sidney Armus     | Rechter             |
| James Murtaugh   | Man in het gesticht |
| Melba Martinez   | Advocaat            |